# 볼링공
볼링공은 볼링 경기에서 사용되는 공이다. 볼링 경기에서는 볼링공을 굴려 볼링핀과 같은 목표물을 맞춘다. 10핀 볼링과 미국 9핀 볼링에 사용되는 공에는 전통적으로 두 손가락과 엄지손가락을 넣는 구멍이 있다. 5핀 볼링, 캔들핀 볼링, 덕핀 볼링, 유러피언 9핀 볼링에 사용되는 공은 구멍이 없고 손바닥에 쥘 수 있을 정도로 작다.

## 10핀 볼링

### 규격
미국 볼링협회(USBC, 영어: United States Bowling Congress)와 국제 볼링연맹(영어: International Bowling Federation)은 볼링공의 규격을 정해두고 있다. USBC는 공의 무게 16 파운드 (7.3kg)이하 , 직경 8.500인치 (21.59cm) ~ 8.595인치 (21.83cm), 표면의 경도와 거칠기, 구멍의 개수 제한, 공의 균형, 플러그의 제한 및 외부 표시(구조 및 상업용), 회전 반경(RG; 2.46—2.80), RG 차등(0.06이하) 및 마찰 계수(≤0.32)를 기준으로 규격을 정하고 있다. USBC는 2020년 8월 1일부터 대회에서 공의 회전 균형을 맞추기 위해 웨이트 홀(밸런스 홀)을 넣는 것을 금지했다. USBC는 정적 측면 추 3온스(85g)와 상단 추 3온스(85g)까지 허용하며 이 수치는 2020년 8월 1일 규칙 변경 이후 1온스(28g)에서 증가한 것이다.

### 외피
볼링공은 1905년 고무로 만든 공이 도입되기 전까지 리그넘 바이티(Lignum Vitie)로 만들어졌다. 그 후 1959년에 폴리에스터로 만든 공이 도입되었다. 고무공 보다 레인에서 회전이 덜함에도 불구하고 1970년도부터 플라스틱 공의 점유율이 높아지기 시작했고 1980년대 초에 이르러 폴리우레탄 재질의 공이 나오면서 대체되었다. 우레탄 재질의 공들은 당시 새롭게 개발된 폴리우레탄 레인 마감재와 더 큰 마찰을 일으킬 수 있었고 이는 볼링공의 외피 기술의 발전에 불을 붙였다.